# Enrique Bautista
Enrique Bautista (15 tháng 7 năm 1934 - 25 tháng 7 năm 2005) là một vận động viên chạy nước rút người Philippines. Ông đã tham gia môn chạy 200 mét nam tại Thế vận hội Mùa hè năm 1960.